# وانسا رومرو
وانسا رومرو (اسپانیایی: Vanesa Romero‎؛ زادهٔ ۴ ژوئن ۱۹۷۸) بازیگر، مدل، مجری تلویزیون و یوتیوبر اهل اسپانیا است.
از فیلم‌ها یا مجموعه‌های تلویزیونی که وی در آن‌ها نقش داشته است می‌توان به دردسر قریب‌الوقوع اشاره نمود.